# El tirano (House M. D.)
"El tirano" (en inglés "The tyrant") es el cuarto episodio de la sexta temporada de la serie estadounidense House. Fue emitido el 5 de octubre de 2009 en Estados Unidos, el 10 de noviembre de 2009 en España y 5 de noviembre de 2010 en Latinoamérica.

## Sinopsis
Todo comienza cuando el dictador africano,  Dibala (James Earl Jones), enferma y comienza a escupir sangre, también obtuvo una demanda civil debido a la forma represiva de gobernar su país. Lo llevan al Hospital de Princeton - Plainsboro. Foreman tiene un equipo nuevo que lo conforman Cameron y Chase (el equipo original). Al llegar a la oficina para resolver el caso de Dibala se encuentran a House leyendo el historial de éste; House se sorprende igual que todos al ver que se "retrocedió el tiempo" tres años atrás. Foreman le pregunta que si está de vuelta, House le dice que mejor le pregunten a Cuddy y no recuperará su licencia médica por lo menos en un mes y sólo va colaborar un poco con el equipo. Foreman le dice a Chase y Cameron que hagan pruebas para confirmar envenenamiento por picadura de insecto.
Dibala confía mucho en sus doctores, pero el oficial que está a su cuidado no,y  siempre tiene dudas sobre el tratamiento de dioxina que le dan al presidente.
Estando en la oficina de Cuddy, esta última les dice a ambos (Foreman y House) que Foreman estará a cargo del equipo y las decisiones médicas, mientras tanto House hasta que no recupere su licencia no puede tener contacto con el paciente y sin procedimientos médicos. Foreman va a ver a "Trece" para devolverle su empleo, pero ella se niega.
Un "sibiti" le dice a Chase que no debe curar a Dibala porque matará a toda su raza (2 millones), porque según Dibala exterminará cucarachas.
House vuelve al departamento de Wilson, Wilson se encuentra comiendo sin zapatos, House deduce que el problema es el vecino de abajo, Wilson le dice a House que no quiere que hable con el "amputado" (héroe de guerra condecorado) porque quiere que la administración le arregle el jardín. 
Al día siguiente House le dice al equipo que es Fiebre de Lassa, Foreman le dice que no hay Lassa en el país de Dibala (Egipto) y que ha estado en tres países diferentes y en ninguno hay Lassa; House contesta que "se reunió en Egipto para la Unión Africana, donde se reunió con personas de África que incluyen a Liberia, que envió miembros de su cancillería, lo que lo pudo exponer a un brote de Tiña clural, no esperen de Fiebre de Lassa". También le dice que es bueno reunir al equipo de antes, Foreman le aplica ribavirina a Dibala, su oficial de éste se enfada porque no saben realmente lo que tiene el presidente y lo tratan para todo.
House tiene una discusión con el "amputado", alegando que el ruido extra que escucha es por el bastón y él (amputado) no puede dormir con ese ruido, House contesta que hallará la forma de no hacer ruido, porque la punta es de goma y no una suela, a lo cual el amputado le responde que lo haga así o si no tendrán problemas.
Dibala manda a llamar a una joven sitibi de nombre Sama, quien se curó de fiebre de Lassa hace 2 años. Sama quiere donar su sangre para poder curar a Dibala. Cameron se niega, porque sospecha que esta chica está siendo chantajeada por el dictador africano para no matarla a ella o a su familia; habla con Cuddy y ella acepta la transfusión de sangre, alegando que "prefiere tener ese piquete de aguja en su conciencia y no un tremendo cargo por un hermano o familiar muerto de ella". El sitibi que advirtió a Chase atenta contra Dibala disparando una pistola y no da en el objetivo; el oficial golpea al sitibi con fuerza tras lo cual Chase detiene la golpiza y descubre que Dibala tiene un ojo rojo que parece ser causado por la transfusión, por lo que no es Lassa lo que tiene.
Foreman deshace el síntoma del ojo y House no habla pero colabora con mímica y escribe en las persianas "Lynphoma" (Linfoma). Wilson le reclama a House por molestar al amputado, le dice que lo mande al diablo y le escriba una carta de disculpa. Chase trata a Dibala por linfoma y Dibala le confiesa que contrató a hombres que cruzaron la línea y mataron a los sitibi.
House escribe la carta al vecino. Al dejarla bajo la puerta ve que esta quedó mal cerrada y entra en el departamento. Descubre que hay una bandera de Canadá en la pared, por lo tanto no puede ser veterano ni de Irak ni de Vietnam. Más tarde, al enfrentarlo, House le dice que no estuvo en Vietnam porque es del gran norte blanco, el amputado le dice que no fueron a pelear sino a firmar un tratado de paz, donde rescató a un niño de 12 años que pisó una mina. Mientras tanto, en el hospital, Dibala pierde la memoria y repite las cosas; Foreman discute de nuevo con Trece sobre su relación. El oficial que cuida a Dibala le pregunta a Cameron si el presidente puede pensar con claridad, Cameron le dice que no.
House cree que es Esclerodermia, Foreman cree que es Blastomicosis y lo trata Cameron para ello, y Dibala le dice que le dijo a su coronel que el un viejo que no puede pensar con claridad, Chase discute con Dibala. House discute con Wilson sobre el amputado, Wilson echa de su casa a House por molestar al amputado, un examen revela que es esclerodermia, pero Foreman insiste que es "Blasto". House cura al amputado sobre su dolor en la mano porque tiene dolor fantasma, por lo cual deja de ser amargado y accede a arreglar el jardín.
Dibala tiene un paro cardiaco por haber cambiado a esteroides y muere por desangramiento.
Foreman tenía razón, era Blastomicosis, pero al no haber confiado en su opinión médica, Dibala acabó muerto.
House le dice que lo contrató por una cosa, Foreman sabría que hacer con una puerta cerrada. Chase le dice a Foreman que él mató a Dibala al cambiar los resultados de las pruebas que decían que era Esclerodermia, porque Dibala iba a matar a los sitibi.
El episodio termina con House y Wilson viendo un programa de animales y terminan sorprendidos al ver como un cocodrilo devora de una mordida a una rana; al final Foreman quema los papeles que delatarían a Chase.

## Diagnóstico
Dibala tenía originalmente Blastomicosis pero Chase cambió la sangre de Dibala por una sangre de una anciana que murió de Esclerodermia.